# خط لندن تا آیلزبری
خط لندن تا آیلزبری (به انگلیسی: London to Aylesbury Line) یکی از خطوط راه‌آهن در کشور انگلستان است.
این خط از شهر لندن شروع شده و در روستای کالورت، باکینگهام‌شر به پایان میرسد.